# Yonov Frederick Agah
Yonov Frederick Agah ist ein nigerianischer Diplomat und ehemaliger stellvertretender Generaldirektor der Welthandelsorganisation.

## Leben
Agah hat einen Bachelor of Science und Master of Science in Wirtschaftswissenschaften von der Ahmadu Bello University und einen MBA und PhD in internationalen Handel von der University of Jos und einen LL.B. der University of Abuja. Seine Dissertation war zum Thema Trade Policy Reform and Economic Growth in Nigeria Since 1986. Von 1979 bis 1981 war Agah Lecturer der Institution Kaduna Polytecchnis, von 1982 bis 1984 arbeitete er für Benue Printing and Publishing Corporation, von 1984 bis 1987 für Benue Bottling Company, von 1990 bis 1991 für UTC Nigeria.
Danach wechselte Agah in den Staatsdienst und war von 1991 bis 2005 stellvertretender Direktor und Direktor für Außenhandel und zuständig für die Koordination von Nigerias Partizipation in der WTO, UNCTAD, WIPO, ECOWAS und AGOA. Seit 2005 war er Nigerias Ständiger Vertreter bei der Welthandelsorganisation. Dabei war er an den Verhandlungen der Doha-Runde beteiligt.
Im Jahr 2011 war er Vorsitzender des Allgemeinen Rates, 2010 Vorsitzender des Dispute Settlement Body, 2009 Vorsitzender des Rates für den Handel mit Dienstleistungen, 2008 Vorsitzender des Trade Policy Review Body, 2007 Vorsitzender des TRIPS Council, 2006 Vorsitzender des Rates für den Handel mit Waren. Als Vorsitzender des Allgemeinen Rates war Agah verantwortlich für die Organisation der 8. Ministerkonferenz der Welthandelsorganisation.
Das Amt als Ständiger Vertreter übte er bis zum Jahr 2013 aus. Er wurde im gleichen Jahr von Roberto Azevêdo zum stellvertretenden Generaldirektor der Welthandelsorganisation ernannt und begann seine erste Amtszeit am 1. Oktober 2013. Er wurde wiederernannt, seine zweite Amtszeit begann am 1. Oktober 2017. Nach dem Rücktritt Azevedos war er mit seinen Kollegen Alan Wolff, Yi Xiaonzhun und Karl Brauner dafür verantwortlich, bis zur Wahl einer neuen Generaldirektoren die Amtsgeschäfte zu übernehmen.